# Salix nigra
Salix nigra Marsh. är en buske eller ett träd, som grenar sig tätt intill marken.
Inga underarter finns listade i Catalogue of Life.

## Beskrivning[2][3]
Grenar sig tätt intill marken. Bark svartaktigt brun. Fullvuxna exemplar kan få en stamdiameter på 50 … 80 cm. Kvistarna är gulbruna; de nedersta bryts lätt av. Nedfallna grenar slår lätt rot.
Bladen, som sitter ett och ett på kvisten med en kort stjälk, är smala, tillspetsade i bägge ändar, 5 cm långa och 2,5 cm breda. De är mörkgröna på ovansidan; ljusgröna på undersidan. Följande färgprover utgör medelvärden av uppmätta färger i taxoboxens illustration. 

                     Undersida                      Ovansida
Blommar i april till maj. Blommorna bildar ax (hängen) i änden på årsskotten. 3 till 5 ståndare, någon gång fler än 5. Pistillen fjällig.
Frukten är en 5 mm stor kapsel. När den fullmogen spricker faller ett stort antal mycket små hårbevuxna frön ut. Håren underlättar spridning till ett större område.
Stiplerna lutar åt sidan och rör sig i vinden.
Bladen gulnar innan de fälls på hösten. Samtidigt faller många av årsskotten av, vilket begränsar höjdtillväxten. Höjden överstiger sällan 4 m, men kan i enstaka fall bli mycket mer.
Vinterknopparna är ca 3 mm tvärs över.
Oftast blir livslängden inte mer ca 15 år, men enstaka fall mer än 150 år gamla är kända.
Kromosomtalet är 2n = 38.
Barken innehåller salicylsyra (som fått sitt namn med inspiration från Salix).

## Habitat
Våtmarker och längs långsamflytande vattendrag.
Upp till 1 400 m ö h.

## Biotop
Svagt sur till svagt basisk mark, sand eller grus. Soliga lägen. Både värmeälskande och köldtålig.

## Etymologi
Salix är romarnas samlingsnamn på flera videarter.
Nigra är latin och betyder svart, vilket torde syfta på barkens mörka färg.

## Användning
Nordamerikas ursprungsfolk har använt Salix nigra till flätning av Korgar. Från barken har de utvunnit salicylsyran, som kan användas febernedsättande och mot huvudvärk.
Plantering av Salix negra kan användas för att binda lös mark.

## Bilder

Bildgalleri
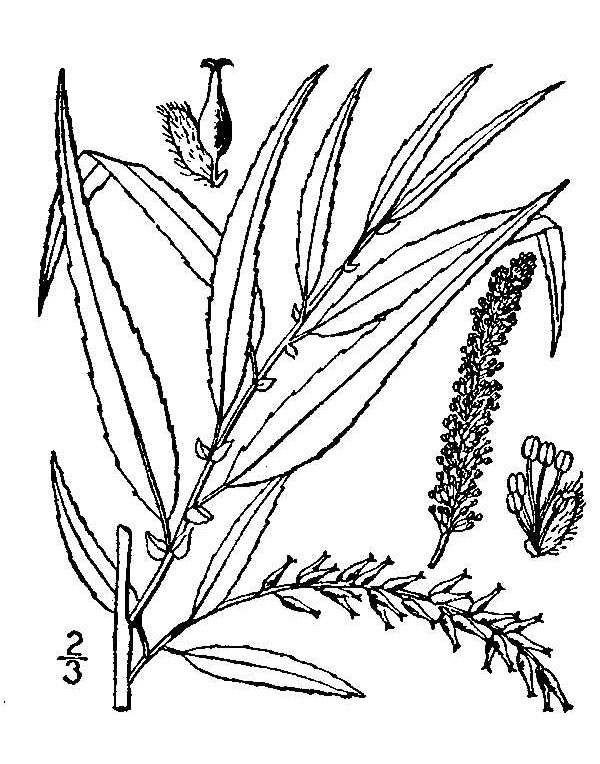
Bladen är smala, och tillspetsade i bägge ändar
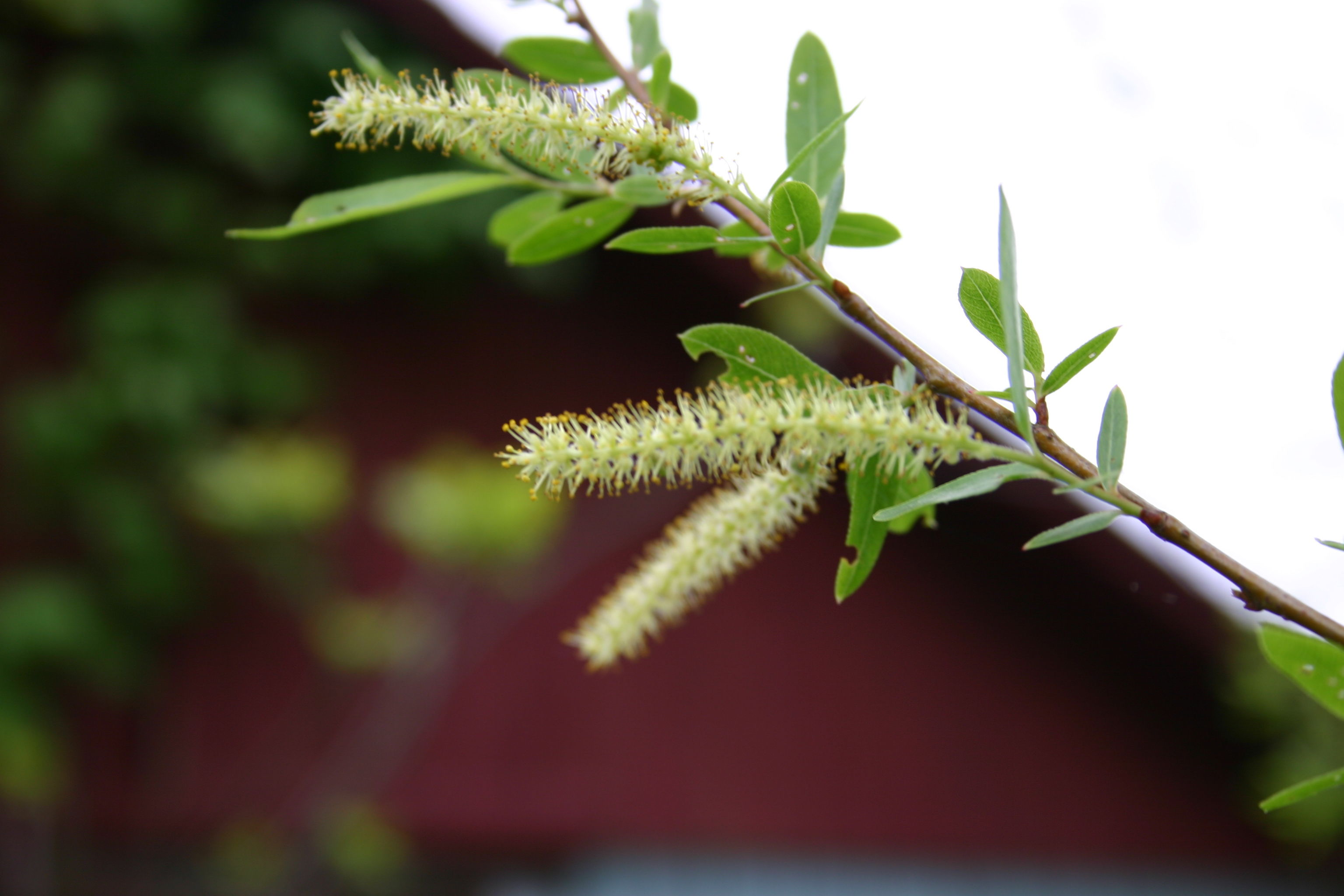
Hängena sitter alltid i änden på ett årsskott
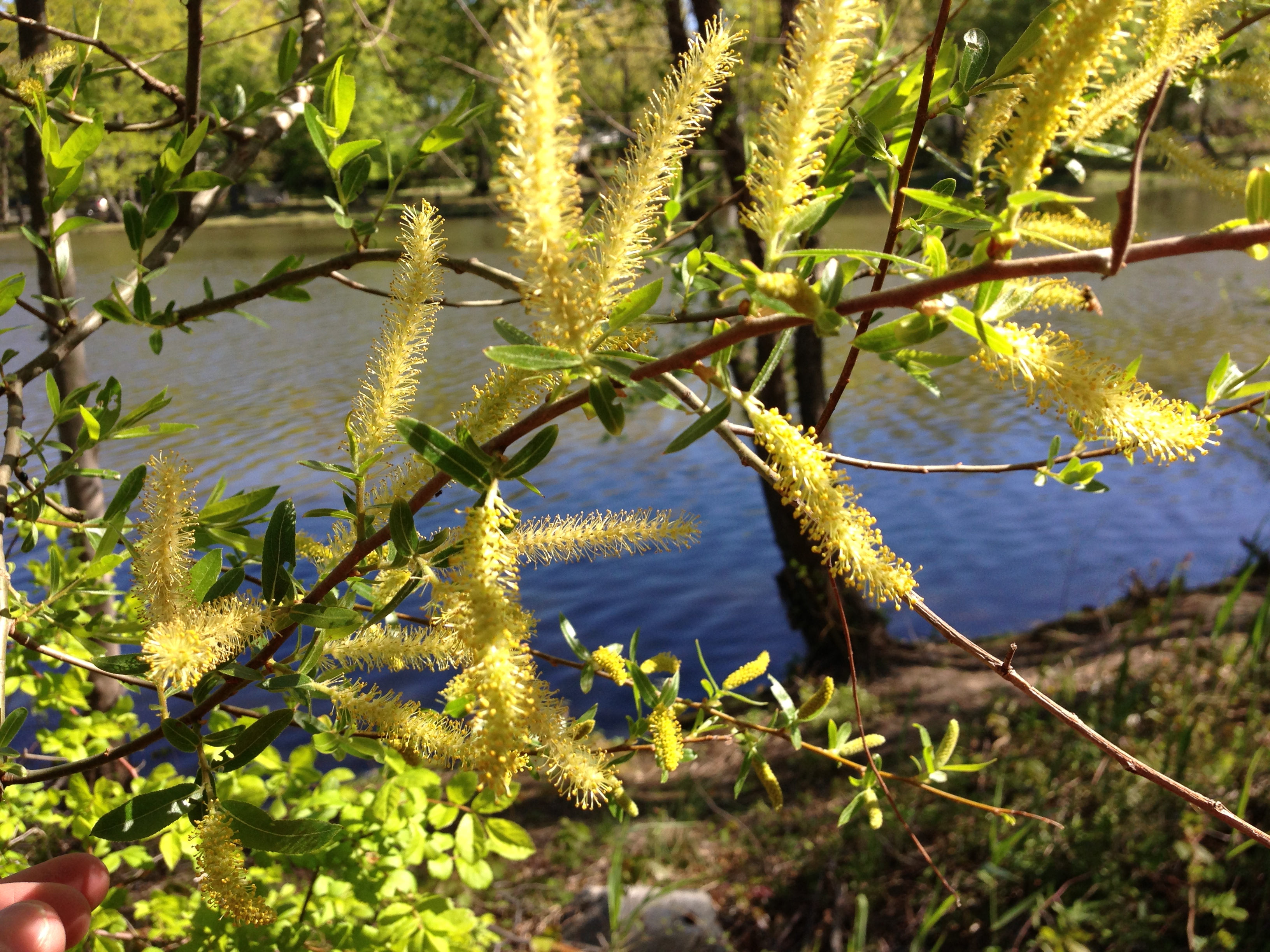
Salix nigra växer gärna nära vatten
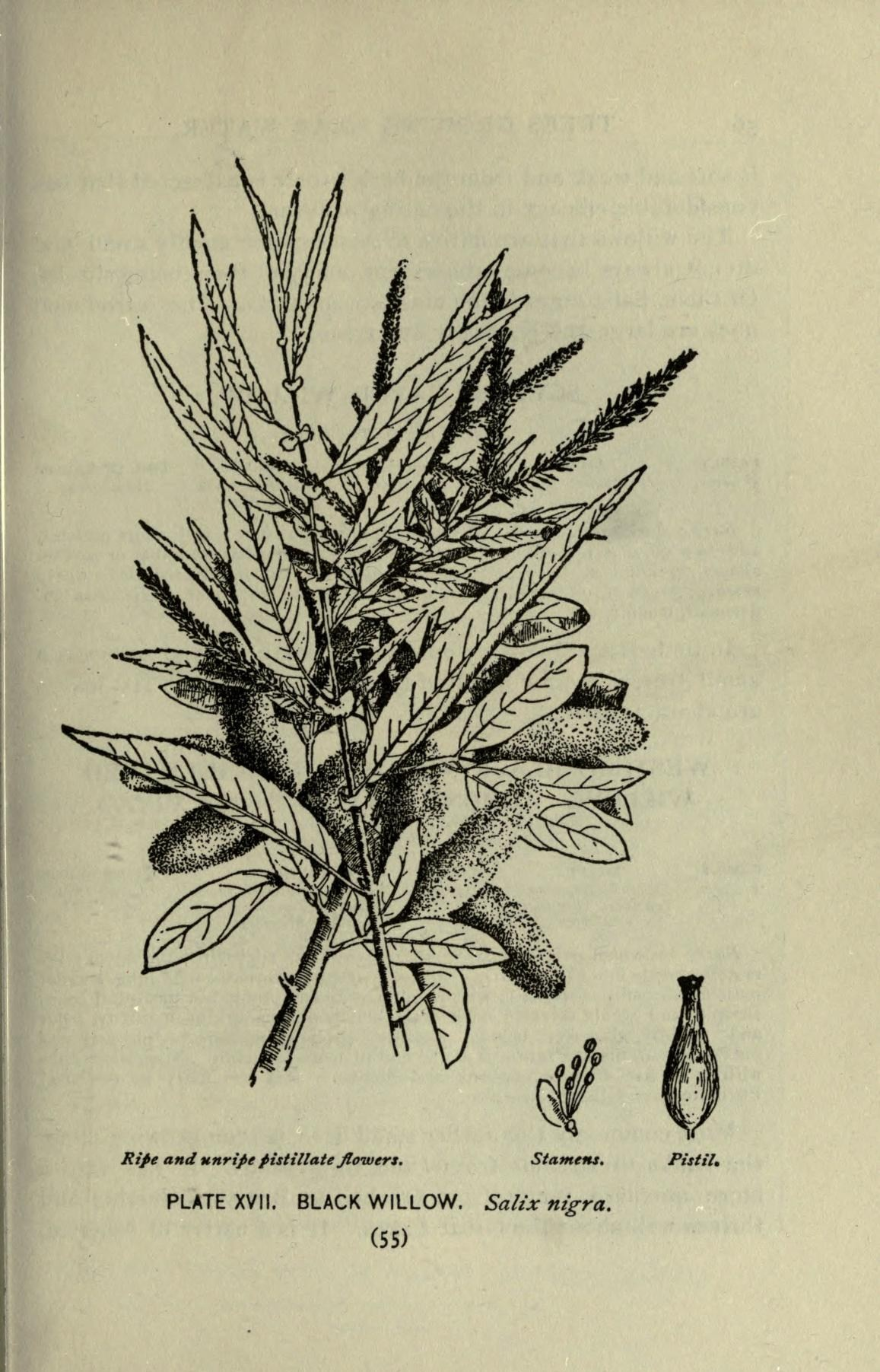
Omogna  och mogna hängen Längst ned, till höger, förstoring av ståndare och en pistill
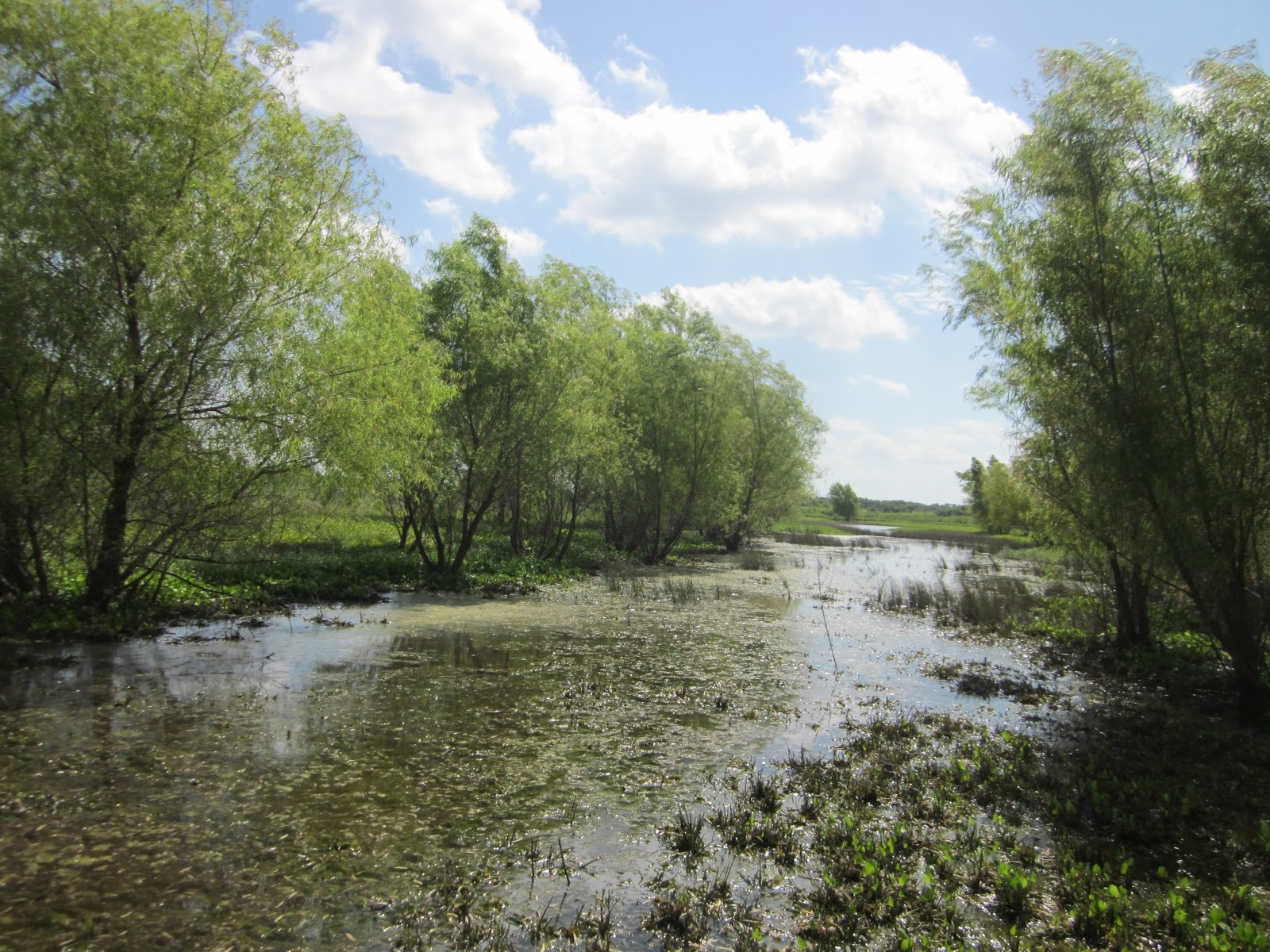
En hel rad av Salix nigra i en våtmark Somliga grenar visar bladens mörka ovansida; andra den ljusa undersidan.
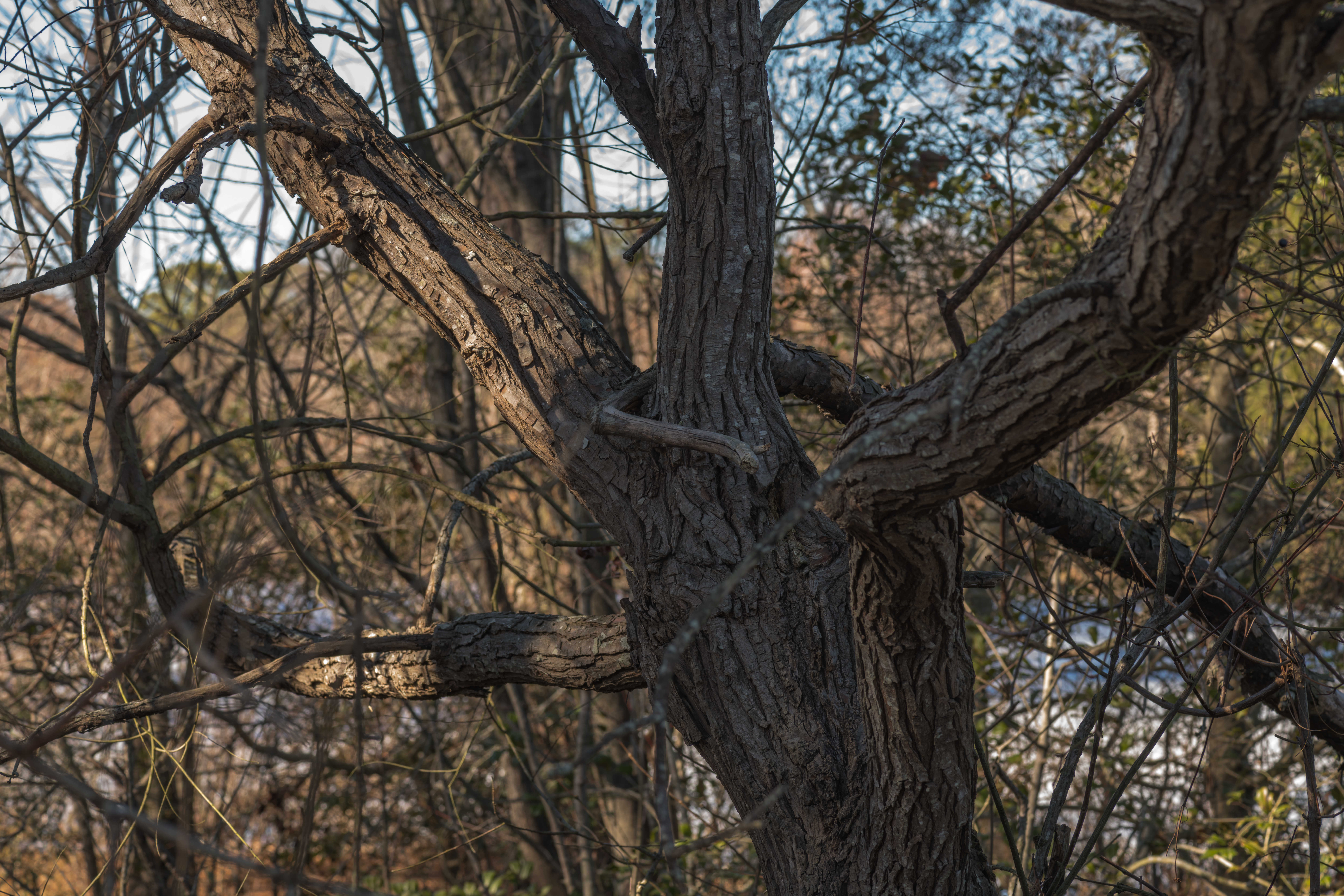
Gamla buskar kan bli riktigt trädliknande De djupa fårorna i barken är en indikator på arten